# フライアリスタン
フライアリスタン（英語: FlyArystan）はカザフスタンのアルマトイを拠点とする格安航空会社（LCC）。同国最大の航空会社であるエア・アスタナの完全子会社である。航空会社コードはエア・アスタナと同様のものを使用する。A320型機を使用して、国際線も運航し、包括的なネットワークを運航している。

## 歴史
フライアリスタンの設立は、エア・アスタナの共同株主であるサムルク・カズィナソブリン・ウエルス・ファンドとBAEシステムズPLCによって承認され、2018年11月2日にヌルスルタン・ナザルバエフ大統領（当時）によって支持された。
2019年3月29日にWebサイト上でチケットの販売を開始し、同年5月1日にアルマトイ国際空港発の最初のフライトを実施した。

## 受賞
2022年11月にスカイトラックスにより、4スター・ローコスト・エアラインに格付けされた。

## 就航地
| 国             | 都市         | 空港                               | 備考     |
| -------------- | ------------ | ---------------------------------- | -------- |
| カザフスタン   | アスタナ     | ヌルスルタン・ナザルバエフ国際空港 | 拠点空港 |
| カザフスタン   | アティラウ   | アティラウ空港                     | 拠点空港 |
| カザフスタン   | アルマトイ   | アルマトイ国際空港                 | 拠点空港 |
| カザフスタン   | オスケメン   | オスケメン空港                     |          |
| カザフスタン   | オラル       | オラル空港                         |          |
| ウズベキスタン | タシュケント | タシュケント国際空港               |          |

2025年7月現在、就航地一覧のページによると、21都市に就航している。

## 保有機材

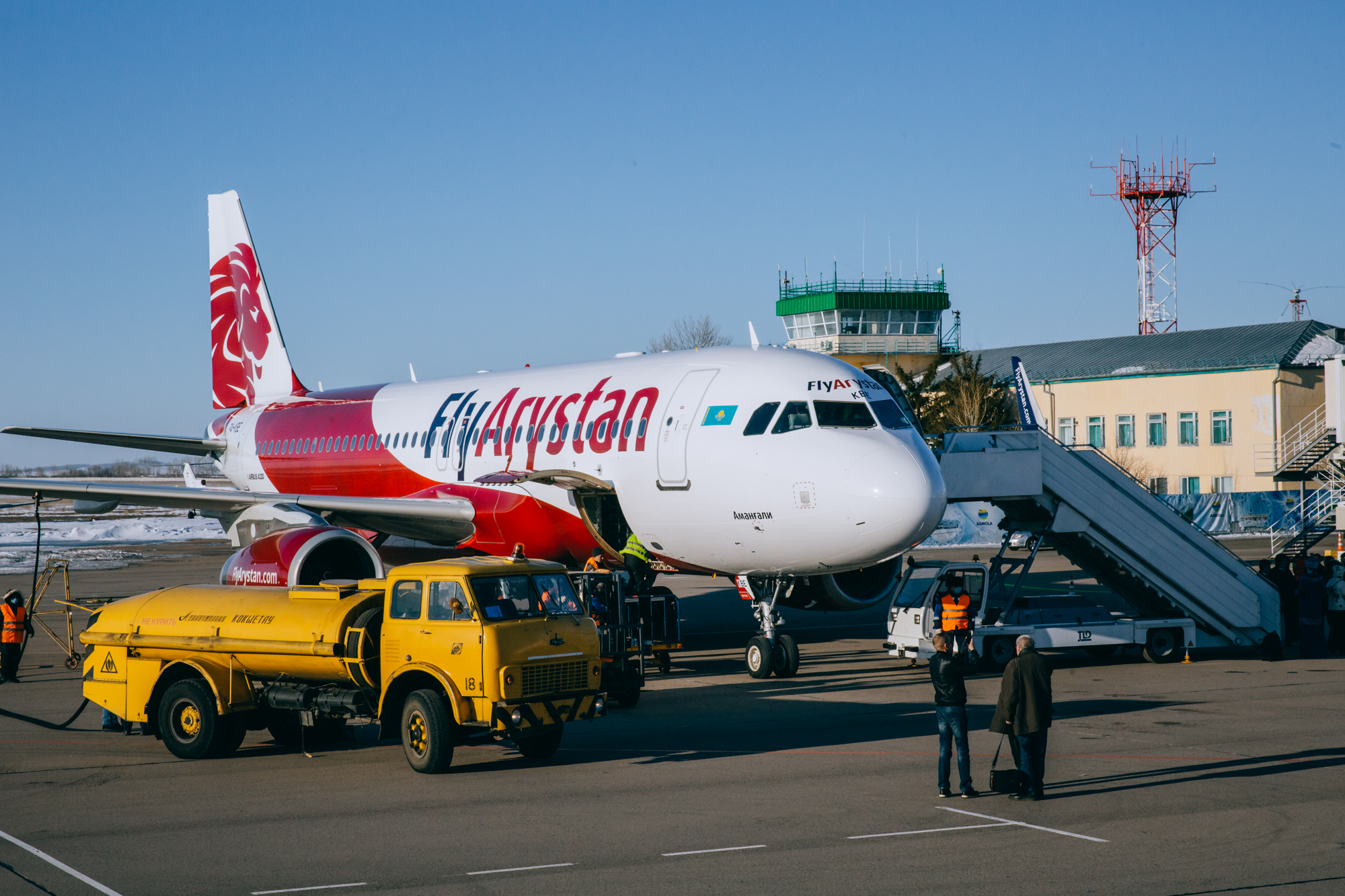
同社のエアバスA320（コクシェタウ空港にて）

フライアリスタンはエアバスA320シリーズを運航している。
| 機種             | 運航中 | 発注 | 座席 | 備考                                   |
| ---------------- | ------ | ---- | ---- | -------------------------------------- |
| エアバスA320-200 | 14     | -    | Y180 | 大半がエア・アスタナから移管された機材 |
| エアバスA320neo  | 11     | 2    | Y188 | エアバスから購入した新造機             |
| Total:           | 25     | 2    |      |                                        |

2023年末までに機材数を19機に増加させる計画がある。ドバイ航空ショー2019で30機のボーイング737 MAX 8購入の意向書を出したが、まだ注文には至っていない。